# Calle Al-Mutanabbi
La calle Al-Mutanabbi (en árabe, شارع المتنبي) se encuentra en Bagdad (Irak), cerca del casco antiguo de la ciudad donde pasa perpendicularmente la céntrica y comercial calle Al-Rasheed. El nombre fue puesto en honor a uno de los más destacados poetas de Irak, Al-Mutanabbi (915 - 965), no en vano, la calle se caracteriza por albergar numerosas tiendas dedicadas a la venta y compra de libros, copias del Corán y manuales técnicos entre pórticos y delgadas columnas que sostienen balcones retorcidos. La gran afluencia de locales dedicados a la cultura propició que se conociera el lugar popularmente como el "corazón y alma de la alfabetización y de la comunidad intelectual en Bagdad". Las librerías se mezclan con armonía con locales históricos como el café Shabandar, un punto de encuentro para escritores e intelectuales que comparten sus gustos junto a una taza de té y bocanadas de humo desde hace décadas.